# Холл, Роб
Роберт Эдвин «Роб» Холл (англ. Robert Edwin «Rob» Hall; 14 января 1961, Крайстчерч — 11 мая 1996, Джомолунгма) — новозеландский альпинист, гид, совладелец компании Adventure Consultants, наиболее известный в связи с трагической гибелью его самого и нескольких членов его команды на Эвересте в 1996 году.

## Детство и молодость
Родился в новозеландском городе Крайстчерч в католической семье среднего достатка. Младший из девяти детей. Поскольку семья жила близко к горам, Роб рано ощутил интерес к скалолазанию. В возрасте 14 лет, оставив учёбу в школе, он предложил фирме Alp Sports разработанную им самим линию одежды, палаток и рюкзаков для альпинистов. Фирма наняла его в качестве нового дизайнера, и к 18 годам он уже возглавлял швейный цех. Затем Холл перешёл на работу в компанию Macpac Wilderness Ltd. (основной новозеландский производитель туристского и спортивного снаряжения), а к 21 году основал в г. Крайстчерч собственную фирму Outside, что позволило ему посвящать больше времени альпинизму.

## Карьера альпиниста
В 1980 году, в возрасте 19 лет, Роб покорил свою первую гималайскую вершину, Ама-Даблам (6856 м) в регионе Кхумбу (второе восхождение в истории по Северному ребру). В 1981 году он (также вторым в истории) покорил другой гималайский пик, Нумбур (6954 м), после чего в связке со Стивом Лэсшером (англ. Steve Lassher) совершил у себя на родине первое зимнее восхождение на гору Кука (3754 м) по стене Каролины, поставив при этом рекорд скорости (8,5 часов). В течение следующих трёх лет Холл сочетал свою основную работу с деятельностью в качестве гида и спасателя в рамках Новозеландской программы антарктических исследований, совершив несколько первых восхождений на удалённые и труднодоступные вершины. В 1987 году вместе со старшим напарником Гэри Боллом (англ. Gary Ball) он вновь отправился в Гималаи, где совершил несколько попыток покорить Аннапурну и Эверест.
В 1990 году Холл поднялся на вершину Эвереста в качестве руководителя экспедиции, в составе которой был сын Эдмунда Хиллари Питер, проведший с вершины сеанс радиосвязи с Новой Зеландией. Воспользовавшись достигнутым успехом, Болл и Холл нашли спонсоров и покорили семь высочайших вершин семи континентов за семь месяцев. За это достижение Холл был награждён медалью, он и Болл получили национальную известность.

## Карьера коммерческого гида
На прибыль, полученную в результате мирового турне 1990 года, в начале 1991 года Болл и Холл основали собственную фирму Hall and Ball Adventure Consultants, которая предоставляла услуги горных гидов по всему миру. Первая же организованная фирмой экспедиция на Эверест увенчалась блестящим успехом: на вершину взошли трое гидов (Болл, Холл и новозеландский военный инструктор по альпинизму Гай Коттер (англ. Guy Cotter)), шесть клиентов и четверо шерпов. В том же году фирма организовала восхождения на г. Аконкагуа и на массив Винсон. В 1993 году фирма организовала новую успешную экспедицию на Эверест: семь человек, в том числе сам Холл и его супруга Джен Арнольд, побывали на вершине.
В том же 1993 году во время некоммерческого восхождения на Дхаулагири (8167 м) от отёка лёгких скончался Гэри Болл. Это нанесло серьёзный удар по процветающему бизнесу, фирма была переименована в Adventure Consultants, и Роб Холл продолжил организовывать ежегодные коммерческие экспедиции на массив Винсон.
В 1994 году Роб Холл в партнёрстве с американским альпинистом Эдом Вистурсом (англ. Ed Viesturs) организовал экспедицию на Эверест. На вершину взошли шесть клиентов, в том числе норвежец Эрлинг Кагге (норв. Erling Kagge), первый человек в мире достигший вершины Эвереста и обоих полюсов пешком, а сам Холл стал первым в истории человеком с Запада, взошедшим на вершину Эвереста четырежды. Через несколько дней после возвращения в базовый лагерь Холл и Вистурс совершили восхождение на вершину Лхоцзе (8516 м). В том же году Холл совершил успешное восхождение на Чогори, а также организовал успешные коммерческие экспедиции на Чо-Ойю и Пунчак-Джая, после чего экспедиции по последним двум маршрутам стали ежегодными. За достижения в альпинизме Холл был удостоен кавалерской степени Ордена Британской империи.
В 1995 году Холл в партнёрстве с Вистурсом и Коттером организовал экспедицию на Эверест, однако из-за глубокого снега и задержек, вызванных медлительностью других команд, прекратили подъём на Южной вершине. Шерпа Лобсанг Янгбу продолжил подъём и взошёл на вершину в одиночку. Во время спуска Холл и Коттер спасли французскую альпинистку Шанталь Модюи (фр. Chantal Mauduit), пытавшуюся взойти на вершину без кислорода, но потерявшую сознание на Южной вершине. В том же году Холл вместе с Вистурсом и финном Вейккой Густафссоном совершил восхождение на Макалу (8463 м).

## Трагедия 1996 года
В 1996 году Холл организовал очередную коммерческую экспедицию на Эверест. Поскольку Вистурс и Коттер уже имели другие обязательства, он нанял в качестве гидов двух профессиональных альпинистов: новозеландца Энди Харриса (англ. Andy Harris) и австралийца Майка Грума (англ. Mike Groom). В состав экспедиции также вошёл (на правах клиента) журналист и опытный альпинист Джон Кракауэр (англ. Jon Krakauer), выполнявший функции специального репортёра журнала Outside.
10 мая шестеро клиентов и трое гидов взошли на вершину, но на обратном пути попали в снежный шторм, в результате чего японская альпинистка Ясуко Намба погибла, а американец Бек Уэзерс (англ. Beck Weathers) получил серьёзнейшие обморожения. Холл задержался на вершине, помогая ослабевшему клиенту, американцу Дагу Хэнсену (англ. Doug Hansen), однако на спуске клиент полностью обессилел, и Холл остался вместе с ним на Ступени Хиллари в ожидании помощи, несмотря на настойчивые уговоры по радио спускаться к Южной седловине в одиночку. Гид Энди Харрис вновь отправился наверх с запасом кислорода и воды, чтобы помочь Холлу.
В 4:43 утра 11 мая Холл сообщил по радио, что он находится на Южной вершине, что ночью Хэнсен умер и что Харрис, нашедший их, тоже куда-то пропал. У самого Холла отказал регулятор кислородного баллона, и он не мог пользоваться кислородной маской. В 9 часов утра Холл вновь вышел на связь и сообщил, что ему удалось починить регулятор, но он сильно обморозил руки, и ему трудно будет пользоваться верёвками. Примерно в это же время два шерпа из состава команды Adventure Consultants — сирдар Анг Дорже и Лхакпа Тшеринг — предприняли отважную попытку выйти на помощь своему руководителю из IV штурмового лагеря на Южной седловине, но, поднявшись на 900 метров, были вынуждены остановиться под Южной вершиной, всего в 100 метрах от Холла. Днём 11 мая Холл попросил, чтобы его соединили по радио с его беременной женой в Новой Зеландии. Эта просьба была выполнена. После разговора с супругой Холл отключился и больше на связь не выходил. 23 мая его тело было обнаружено на Южной вершине Дэвидом Брешерсом (англ. David Breashears) из экспедиции IMAX — он лежал на боку, лицом к востоку, голова и плечи были засыпаны снегом, рука без рукавицы лежала сверху на бедре. Кошки были сняты, рядом были аккуратно разложены кислородные баллоны и воткнуты два ледоруба, его собственный и Энди Харриса.
Дочь Роба родилась спустя два месяца после трагедии, её назвали Сарой (Sarah).
По сведениям вдовы Холла, Джен Арнольд, к 2010 году его останки были сброшены ветром со стены Кангшунг и теперь лежат на 3800 м ниже. Весной 2010 года организаторы непальской экспедиции, имевшей своей задачей спуск со склонов горы тел погибших восходителей, обратились к Арнольд с предложением отыскать и спустить вниз останки её мужа. Арнольд ответила, что она была бы благодарна за возможность проститься с супругом, но считает эту задачу практически невыполнимой и сопряжённой с чрезмерным риском для участников.

## Оценка действий Холла во время экспедиции 1996 года
Большинство исследователей и очевидцев этой трагедии выражает недоумение, почему Роб Холл нарушил непререкаемое собственное правило и не повернул клиентов назад в 14 часов. Альпинист и очевидец событий 1996 года Грэм Рэтклифф (англ. Graham Ratcliffe) в своей книге A Day To Die For: 1996: Everest’s Worst Disaster — One Survivor’s Personal Journey to Uncover the Truth приводит доказательства того, что Холл знал о прогнозируемой на 10-11 мая снежной буре, но все же из каких-то соображений не отменил восхождение.

Должен признаться, что с чувством горечи во мне смешивался гнев в отношении Роба, который я носил в себе с самого базового лагеря. Я всем своим существом был убеждён, что ошибок 10 мая можно было избежать, что на катастрофу Роба и его команду, вероятно, обрекла самоуверенность. Роб громче всех остальных гидов говорил о собственном мастерстве и более, чем кто-либо, ощущал гору своей вотчиной. Подчас он поступал так, словно был совладельцем Эвереста, и это отношение меня раздражало. Эверест имеет много разных значений для многих разных людей, но не принадлежит никому.

Его клиенты пришли совершить восхождение, а не брать на себя серьёзный риск. Предполагалось, что опыт Роба гарантирует их безопасность, и Роб их подвёл. В воздухе витало ужасное предчувствие беды. Мы видели, как пятьдесят пять человек соскользнули по закреплённым верёвкам в третий лагерь, прежде чем они вышли к вершине. В тот день я решил спустить членов своей экспедиции к подножью горы и дождаться, пока непогода и толпы людей рассосутся, чтобы потом попытаться взойти на вершину самим. И потому я злился на горечь и хаос, порождённые этими трагическими смертями. Не так всё должно оборачиваться для клиентов, платящих за восхождение на эту великую гору.— Дэвид Брешерс

## Роб Холл в кино
- В фильме «Смерть в горах: Смерть на Эвересте» (1997) роль Роба Холла сыграл Натаниэль Харпер
- В фильме «Эверест» (2015) роль Роб Холла исполнил актёр Джейсон Кларк.